# Architecture thaïe

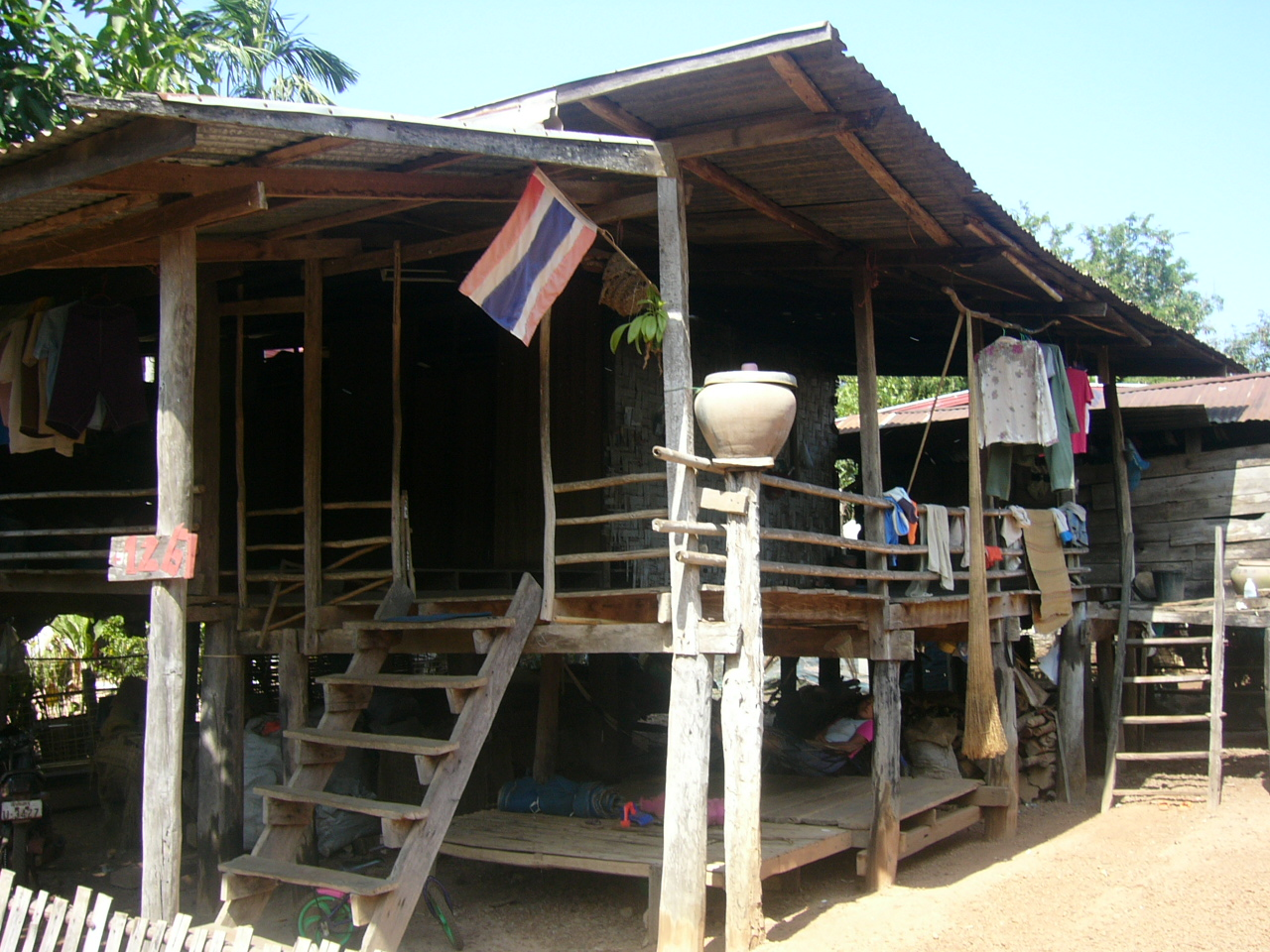
Habitation traditionnelle dans la province de Nakhon Phanom.

L'architecture thaïe ne nous est connue que pour une période récente. Il existe peu de bâtiments antérieurs à l'an 1000, généralement ruinés ou trop restaurés. Comme ailleurs en Asie du Sud-Est, ce sont essentiellement des constructions religieuses : jusqu'au XVIIe siècle les bâtiments civils étaient construits en matériaux périssables. On peut cependant penser que les maisons traditionnelles ont peu varié au cours des siècles, eu égard à la simplicité des techniques et des matériaux employés.

## Architecture civile

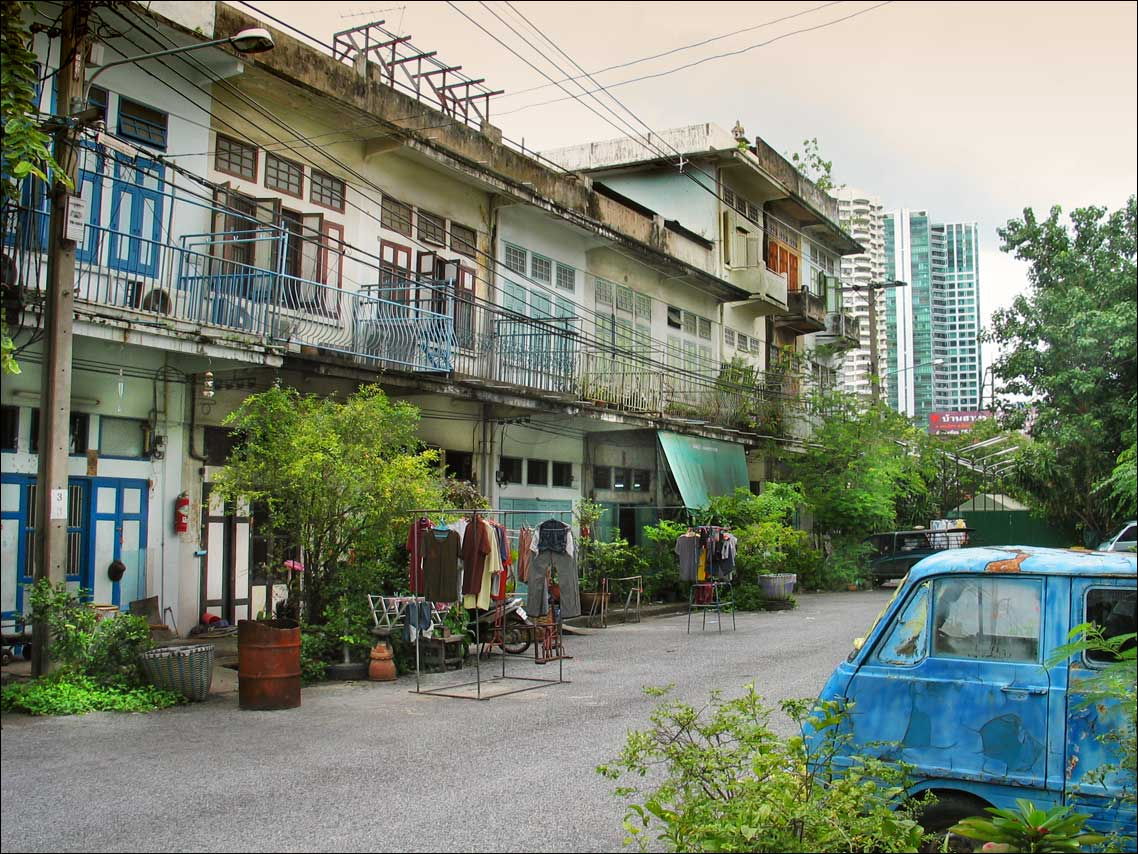
Maisons de ville à Bangkok.

### Maisons traditionnelles
Elles sont construites sur pilotis pour les protéger des inondations. Le toit de chaume est souvent remplacé par un toit de tôle.
On accède au premier étage par un escalier extérieur, réduit à une simple échelle dans les zones rurales. On se déchausse en général au bas des marches. L'escalier mène à une sorte de véranda couverte dont le sol est en bois. Cette véranda sert de salle à manger. De la véranda, on accède à une grande pièce, parfois la seule de la maison. Cette pièce peut être divisée en petits compartiments qui permettent aux parents de s’isoler. Les enfants dorment souvent ensemble, sur une natte, avec la grand-mère.
Derrière, un autre balcon sur pilotis donne sur un petit bâtiment isolé qui sert de cuisine. Sur le balcon, se trouvent en général une ou deux jarres ou des bidons de deux cents litres, remplis d’eau de pluie ou d’eau que l’on ramène de l’étang ou du canal. C’est là que l’on se lave.
Sous le premier étage, entre les pilotis, se trouve l’endroit le plus frais de la maison à la saison sèche. On y fait la sieste ou y garde les enfants, les grands comme les bébés qui dorment dans leur berceau suspendu.
Une maison des esprits se trouve habituellement à proximité.